# Зніт темний
Зніт темний (Epilobium obscurum) — вид рослин з родини онагрових (Onagraceae), поширений у Туреччині, Європі й заході Північної Африки.

## Опис

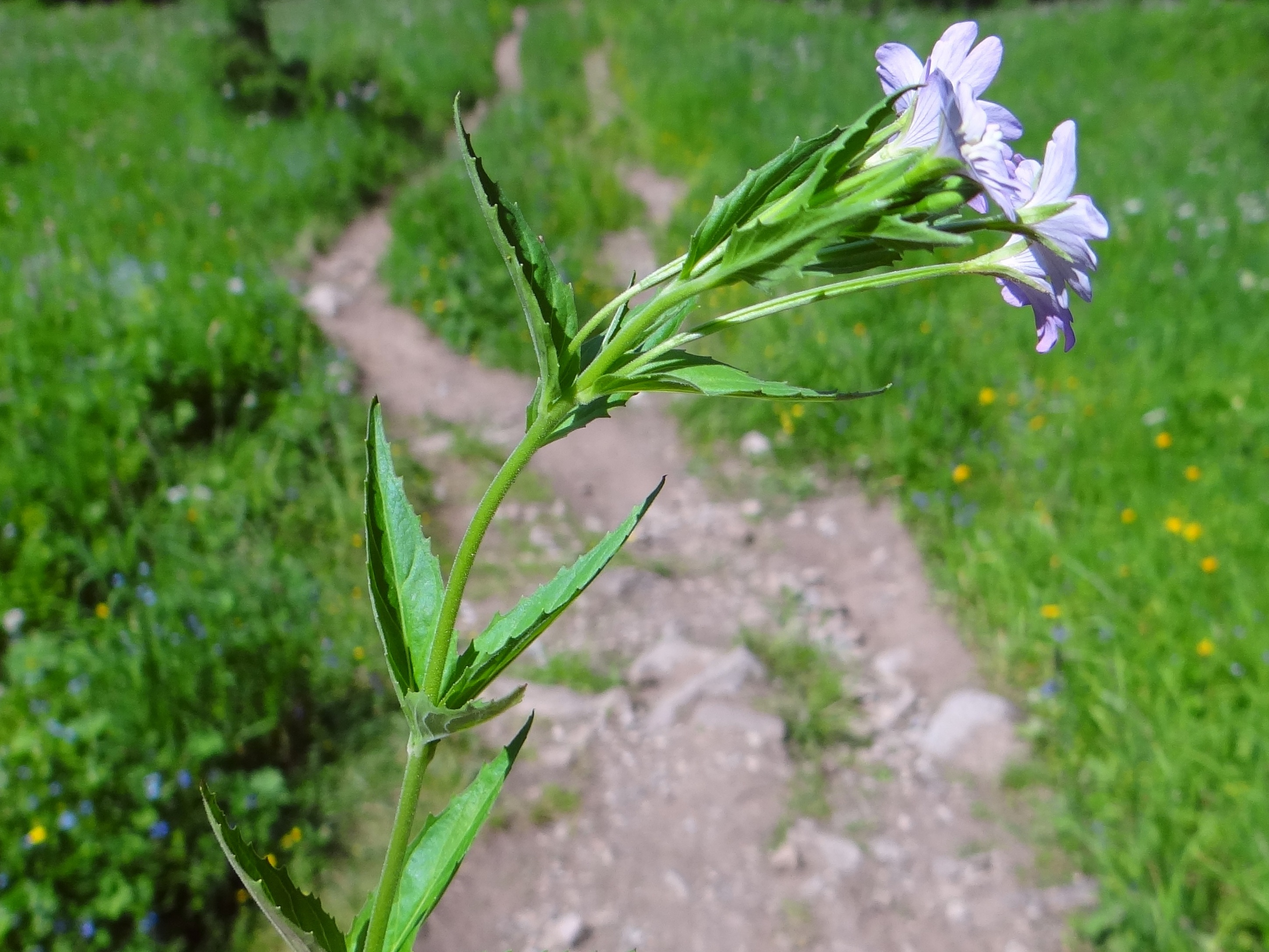
квіти

Багаторічна рослина 20–100 см. Стебло міцне, випростане, з 2–4 малопомітними поздовжніми листовими лініями, які низхідне до основи листків. Листки супротивні, від яйцеподібних до ланцетних, коротко-черешкові або сидячі. Квітки дрібні, ≈ 6 мм довжиною, з дзвоновоподібною чашечкою і яйцеподібними, на верхівці виїмчастими, червонувато-ліловими пелюстками.

## Поширення
Поширений у Туреччині, Європі й заході Північної Африки.
В Україні вид зростає на берегах струмків, річок, країв боліт, вологих луках і лісах — у Прикарпатті, Розточчі-Опіллі, зрідка.